# Рожнятув (Лодзинське воєводство)
Рожнятув (пол. Rożniatów) — село в Польщі, у гміні Унеюв Поддембицького повіту Лодзинського воєводства.
Населення — 279 осіб (2011).
У 1975-1998 роках село належало до Конінського воєводства.

## Демографія
Демографічна структура станом на 31 березня 2011 року:
|          | Загалом | Допрацездатний вік | Працездатний вік | Постпрацездатний вік |
| -------- | ------- | ------------------ | ---------------- | -------------------- |
| Чоловіки | 136     | 23                 | 97               | 16                   |
| Жінки    | 143     | 32                 | 74               | 37                   |
| Разом    | 279     | 55                 | 171              | 53                   |